# Dụng cụ đo cơ khí
Dụng cụ đo cơ khí là dụng cụ dùng để đo đạc, kiểm tra các thông số chế tạo nhằm đảm bảo độ tin cậy, an toàn khi sử dụng của các chi tiết và máy móc cơ khí. Các thống số cần kiểm tra như: Kích thước, khe hở, độ sâu, độ cao, tính đồng nhất của vật liệu chế tạo chi tiết cơ khí, khả năng dẫn điện, khả năng chịu lực nén, kéo, xoắn, đo chân không, đo áp suất, đo nhiệt độ...Tùy theo các loại máy móc và chi tiết cơ khí được ứng dụng ở các môi trường khác nhau, sẽ đòi hỏi dụng cụ đo cơ khí chuyên dùng có tính chính xác khác nhau để đảm bảo được độ an toàn khi máy móc cơ khí hoạt động.

## Các dụng cụ đo kích thước cơ bản
- Thước Kẹp dùng đo kích thước như chiều dài, rộng của chi tiết hình trụ, vuông hay đo đường kính trong, đường kính ngoài của các chi tiết dạng lỗ. Có rất nhiều loại thước tùy theo yêu cầu khoảng đo hay độ chính xác là bao nhiêu mà ta đưa ra cách chọn cho phù hợp.
- Panme dùng để đo đường kính các chi tiết hình trụ hay dạng ống. Panme có độ chính xác cao

Ngày nay có nhiều loại thước cặp và Panme cho ta lựa chọn từ dạng cơ tới loại điện tử hiển thị số đảm bảo độ chính xác cao phù hợp với các tiêu chuẩn ISO trên thế giới. Thao tác sử dụng dễ dàng, phù hợp với môi trường nhiệt độ ở Việt Nam được cung cấp bởi các hãng nổi tiếng trên thế giới.
Panme cơ hay Panme điện tử để đo kích thước của một vật có dạng hình học đối xứng và dùng cân kỹ thuật để đo khối lượng của vật đó. Trên cơ sở các phép đo này có thể nhận định thể tích và khối lượng riêng của vật. Đồng thời, tính toán sai số của các phép đo trực tiếp và gián tiếp
- Thước đo độ sâu dùng đo độ sâu của một chi tiết, hay độ sâu của rãnh, bậc ren trong các chi tiết ở động cơ thiết bị cơ khí...

...

## Các dụng cụ đo dung sai hình dáng
- Khối V là dụng cụ dùng để định vị để đo độ đảo, độ song song, độ đồng tâm... của chi tiết khi quay.
- Chân què là đầu đo tì sát vào bề mặt chi tiết, được gắn với một đồng hồ có độ chính xác cao. Chân què và khối V thường được kết hợp chế tạo liền nhau để đo dung sai hình dáng.

## Các dụng cụ đođộ cứng,độ bền
Độ cứng, độ bền, độ dai va đập... trong cơ khí được đo bằng các máy đo chuyên dụng.